# Menhir de Kerluhir
Le menhir de Kerluhir (Kerluir) est un menhir situé à Carnac, dans le Morbihan en France.

## Localisation
Le mégalithe est situé à environ 200 m au sud du hameau de Kerluir et environ 300 m à vol d'oiseau au nord-est du hameau du Cloucarnac. À environ 80 m à l'est se trouve le dolmen de Roch-Vihan.

## Historique
Le menhir a été fouillé  J. Miln en 1876, qui n'y découvrit qu'un matériel daté de l'époque gallo-romaine (briques et poteries). Le monument est devenu propriété de l'État à une époque indéterminée, comme l'indique la borne visible à son pied « PROPRIÉTÉ DE L'ÉTAT - MENHIR DE KLUHIR » (le K devrait être un Ꝃ.)
Le menhir est classé au titre des monuments historiques par la liste de 1889.

## Description
Le menhir mesure 4,33 m de hauteur. Une importante rigole d'érosion est visible sur le menhir.